# Elezioni parlamentari in Islanda del 1995
Le elezioni parlamentari in Islanda del 1995 si tennero l'8 aprile per il rinnovo dell'Althing, trasformatosi in assemblea monocamerale per effetto della riforma costituzionale del 1991. In seguito all'esito elettorale, Davíð Oddsson, espressione del Partito dell'Indipendenza, fu confermato Primo ministro.

## Risultati
| Liste                     | Voti    | %     | Seggi |
| ------------------------- | ------- | ----- | ----- |
| Partito dell'Indipendenza | 61 183  | 37,07 | 25    |
| Partito Progressista      | 38 485  | 23,32 | 15    |
| Alleanza Popolare         | 23 597  | 14,30 | 9     |
| Partito Socialdemocratico | 18 846  | 11,42 | 7     |
| Movimento Nazionale       | 11 806  | 7,15  | 4     |
| Lista delle Donne         | 8 031   | 4,87  | 3     |
| Altri                     | 3 095   | 1,88  | –     |
| Totale                    | 165 043 | 100   | 63    |